# Université de Paris X
Université Paris-X, lub Université Paris Nanterre, jest jednym z 13 autonomicznych uniwersytetów, powstałych po podziale Uniwersytetu Paryskiego. Uniwersytet jest położony w mieście Nanterre w departamencie Hauts-de-Seine, niedaleko La Défense, podparyskiej dzielnicy biznesowej.

## Historia
Budowa uczelni rozpoczęła się na początku lat 60. XX wieku w celu odciążenia Sorbony. Wzorując się na amerykańskich kampusach uniwersytet został zbudowany w stylu modernistycznym, a konstrukcja architektoniczna uczelni odbiegała od ówczesnych i dotychczasowych francuskich norm (uniwersytet był mniejszy od dotychczas budowanych, a także bardziej zintegrowany z otoczeniem).
Uniwersytet, oficjalnie otwarty w 1964 roku, był jednym z głównych miejsc rebelii maja 1968 roku. Wówczas przez uniwersytet przewinęła się fala studenckich protestów. Uniwersytet otrzymał wówczas pseudonim "Nanterre, la folle" (Zły Nanterre) a także "Nanterre la rouge" (Czerwony Nanterre). Do dziś uniwersytet uważany jest za bastion uniwersytecki lewicy, podczas gdy Université Paris-II jest kojarzony z prawicą.
Kampus w Nanterre stanowi drugi po Nantes największy kompleks uniwersytecki we Francji. Na Université Paris-X studiuje ponad 35 000 studentów. Uczelnia posiada własny stadion oraz basen o wymiarach olimpijskich. Uczelnia posiada szeroki wachlarz kierunków oraz wydziałów, na których studiują studenci takich kierunków jak: nauki społeczne, filozofia, literatura, historia, językoznawstwo, ekonomia, prawo, politologia, a także kinematografia oraz sztuka.
Uczelnia posiada także bogaty program studiów podyplomowych, współpracując w tym zakresie z innymi uniwersytetami oraz z Grandes écoles. Ważną instytucją naukową na kampusie w Nanterre są wydziały antropologii oraz archeologii, które regularnie współpracują z CNRS oraz innymi filiami Uniwersytetu Paryskiego.
Podobnie jak w większości autonomicznych uczelni w Paryżu, znaczny odsetek studentów Université Paris-X stanowią studenci z wymiany międzynarodowej.

## Znani studenci
- Nicolas Sarkozy – były prezydent Francji (magister prawa z 1978 roku)
- Emmanuel Macron – prezydent Francji
- David Guetta – DJ
- Christine Lagarde – francuska polityk, prawnik, minister w kilku rządach, pierwsza kobieta na stanowisku ministra finansów w państwach wchodzących w skład G8, odznaczona Legią Honorową
- Dominique de Villepin – były premier Francji, były minister Spraw Zagranicznych i Spraw Wewnętrznych, pisarz
- Olivier Blanchard – ekonomista, profesor wydziału ekonomii na Massachusetts Institute of Technology, główny ekonomista Międzynarodowego Funduszu Walutowego
- Tafsir Malick Ndiaye – sędzia Międzynarodowego Trybunału Prawa Morza
- Daniel Cohn-Bendit – jeden z przywódców Maja 68, poseł do Europarlamentu
- María Ángela Holguín – minister Spraw Zagranicznych Kolumbii od 2010
- Brice Hortefeux – minister Spraw Wewnętrznych, Pracy i Imigracji
- Christine Lagarde – dyrektorka zarządzająca  Międzynarodowego Funduszu Walutowego
- Bruno Le Roux – minister Spraw Wewnętrznych
- Frédéric Mitterrand – minister Kultury
- Gilbert Ondongo – minister Ekonomii Kongo
- Dominique Strauss-Kahn – dyrektor zarządzający Międzynarodowego Funduszu Walutowego (2007-2011), minister Ekonomii (1997-1999), minister Przemysłu i Handlu (1991-1993), burmistrz Sarcelles (1995-1997)
- Abdelaziz Djerad – premier Algierii
- Olivier Besancenot – polityk lewicowy, kandydat na prezydenta w 2002 roku
- Bruno Gollnisch – poseł do Europarlamentu
- Francis Kramarz – ekonomista, dyrektor francuskiego Komitetu Badań Naukowo-Technicznych
- François Rachline – ekonomista, profesor (Instytut Nauk Politycznych w Paryżu, HEC...)
- Jacques Sapir – ekonomista
- Claire Waysand – ekonomista, dyrektorka francuskiego gabinetu Ministerstwa Finansów i Kont Publicznych
- Francis Caballero – adwokat
- Javier Indalecio Barraza – adwokat, profesor na Uniwersytecie Buenos Aires
- Blanche Gardin – aktorka, dawna członkini Jamel Comedy Club
- Marie Losier – reżyserka, scenarzystka
- Cristiana Reali – aktorka
- Axel Sanson – malarz
- Céline Sciamma – reżyserka, scenarzystka
- Élodie Bouchez – aktorka
- Jean-Luc Marion – filozof
- Yasmina Reza – aktorka i dramatopisarka

## Znani wykładowcy
- Maurice Allais - ekonomista, laureat Nagrody Nobla z Ekonomii z 1988 roku
- Dominique Strauss-Kahn - polityk, ekonomista, były francuski minister finansów, były dyrektor zarządzający Międzynarodowego Funduszu Walutowego
- Étienne Balibar - filozof
- Paul Ricœur - filozof, wykładowca w latach 1966-1970
- Jean Baudrillard - filozof, socjolog społeczny
- Emmanuel Levinas - filozof
- Henri Lefebvre - filozof, socjolog, geograf